# Paul Judson
Paul B. Judson (Hebron, 10 aprile 1934 – West Dundee, 4 giugno 2023) è stato un cestista e allenatore di pallacanestro statunitense.

## Carriera
Judson frequentò la Alden-Hebron High School, giocando nella squadra di basket dal 1949. Dopo il college alla University of Illinois at Urbana-Champaign, venne scelto dai Syracuse Nationals come 13ª scelta assoluta al Draft NBA 1956. Judson decise però di non giocare in NBA, abbandonando l'attività di giocatore.
Ha quindi allenato la Mattoon High School dal 1958 al 1960, la squadra femminile (1977-1978) e quella maschile della Dundee High School fino al 1983, la Hampshire High School dal 1983 al 1986. Sempre alla Hampshire ha ricoperto l'incarico di direttore atletico, ritirandosi definitivamente nel 1993.